# Gulfstream G150
Gulfstream G150 — реактивный двухдвигательный самолёт, производимый корпорацией Gulfstream Aerospace на мощностях Israel Aerospace Industries.

## Разработка

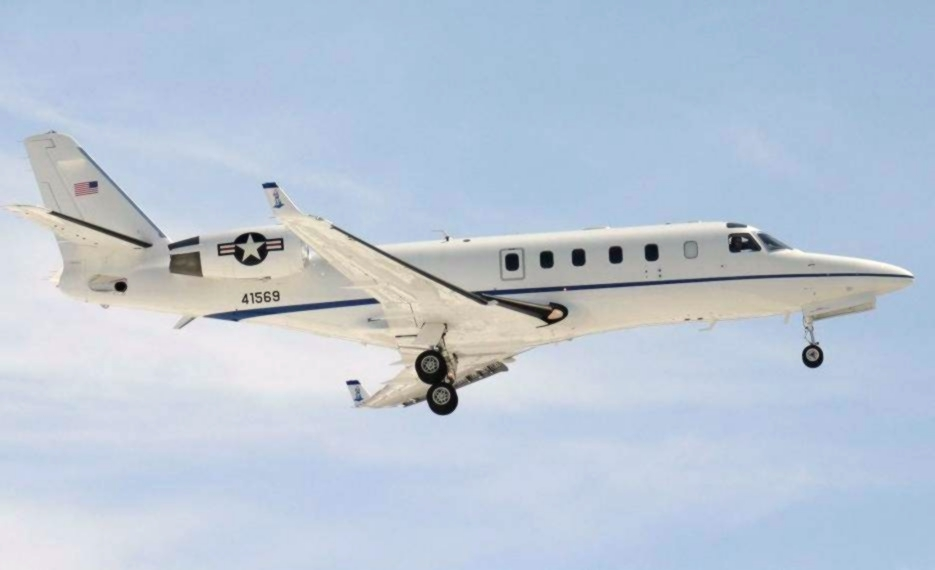
G150 (C-38A) Национальной Гвардии США

Gulfstream G150 впервые был представлен публике в 2006 году. Он стал развитием предшествующей модели Gulfstream G100, также известной под названием Astra SPX. Бизнес-джет был сертифицирован не только на североамериканском континенте, но и в Европе, Чили, Пакистане, Мексике, Украине и на Филиппинах. Самолёт имеет конструкцию крыла, гасящую турбулентность, и способен летать на высоте до 13 720 метров.
Для Gulfstream G 150 инженеры выбрали надёжные и экономичные турбореактивные двухконтурные двигатели Honeywell 731-40R. При полёте на скорости 0,85 Маха этот самолёт имеет наилучшие характеристики в своём классе. На крейсерской скорости 0,75 Маха он может пролететь более 2 700 миль (5 000 км) с четырьмя пассажирами на борту. Эти данные превышают показатели любого другого скоростного самолёта бизнес-класса с такой же кабиной и в таких же условиях. В стандартных условиях G150 может взлететь с максимальной взлётной массой, набрать высоту 12 500 м для крейсерского полёта и далее подняться до высоты 13 500 м, что намного выше высоты полёта обычных коммерческих самолётов. Перелёт на расстояние 2400 км из Москвы в Женеву занимает 3 часа 30 минут. Gulfstream G150 имеет низкие операционные затраты и высокие эксплуатационные характеристики: 97 % времени самолёт находится в рейсах и только 3 % на техобслуживании.
По отзывам эксплуатантов, у G150 просторный салон, уютный туалет, хорошее внутрисалонное освещение и добротная меблировка. Иными словами, как выразился один из операторов, в своей новой модели Gulfstream исправил все недостатки G100. Несколько операторов благоприятно отозвались о комплекте авионики Rockwell Collins Pro Line 21, установленном в кабине пилотов и включающем в себя четыре самонастраивающихся пилотажных индикатора диагональю 15,5 дюйма, вычислительную систему самолетовождения и опциональную интегрированную систему полетной информации.
Также упоминались стабильность при турбулентности, достигнутая благодаря сравнительно высокому коэффициенту удельной нагрузки на крыло и гибкой крыльевой конструкции; просторный багажный отсек объёмом 1,55 м3; внешняя привлекательность самолета; хорошая тяговооруженность при отказе одного двигателя на взлете с высокогорного аэродрома при высокой температуре воздуха; отличные пилотажные характеристики. Операторы, эксплуатирующие по одному экземпляру G150, часто называли в качестве положительного качества уровень послепродажного обслуживания, предоставляемого Gulfstream.

## Варианты
IAI 1125 AstraИзначальная версия самолёта, оснащённая двумя двигателями Garrett TFE731-3A-200G turbofans. 32 единицы было выпущено.
IAI 1125 Astra SPВерсия с модифицированной аэродинамикой и увеличенной дальностью полёта, новой авионикой и интерьером. 36 единиц было произведено.
IAI 1125 Astra SPXВерсия с мощными двигателями Honeywell TFE-731-40R-200G, увеличенным весом и дальностью полёта. Была переименована в Gulfstream G100 после того, как Gulfstream Aerospace купили программу в 2001. 77 единиц было выпущено.
Gulfstream G150Улучшенная версия G100 с широким и длинным салоном, сниженным уровнем шумов и новыми двигателями. Более 100 штук было произведено к 2015 году.

## Характеристики G150
- Дальность полёта: 5467км
- Крейсерская скорость: 796км/час
- Максимальная высота полёта: 13 720 м
- Максимальный взлётный вес: 11 839 кг
- Количество пассажиров: 6-8
- Длина салона: 5.4 м
- Ширина салона: 1.75 м
- Высота салона: 1.75 м
- Объём салона: 13.17 м³
- Длина: 17.3 м
- Высота: 5.82 м
- Размах крыльев: 16.94 м